# Zosterops griseotinctus
Zosterops griseotinctus là một loài chim trong họ Zosteropidae.